# Hubert Schieth

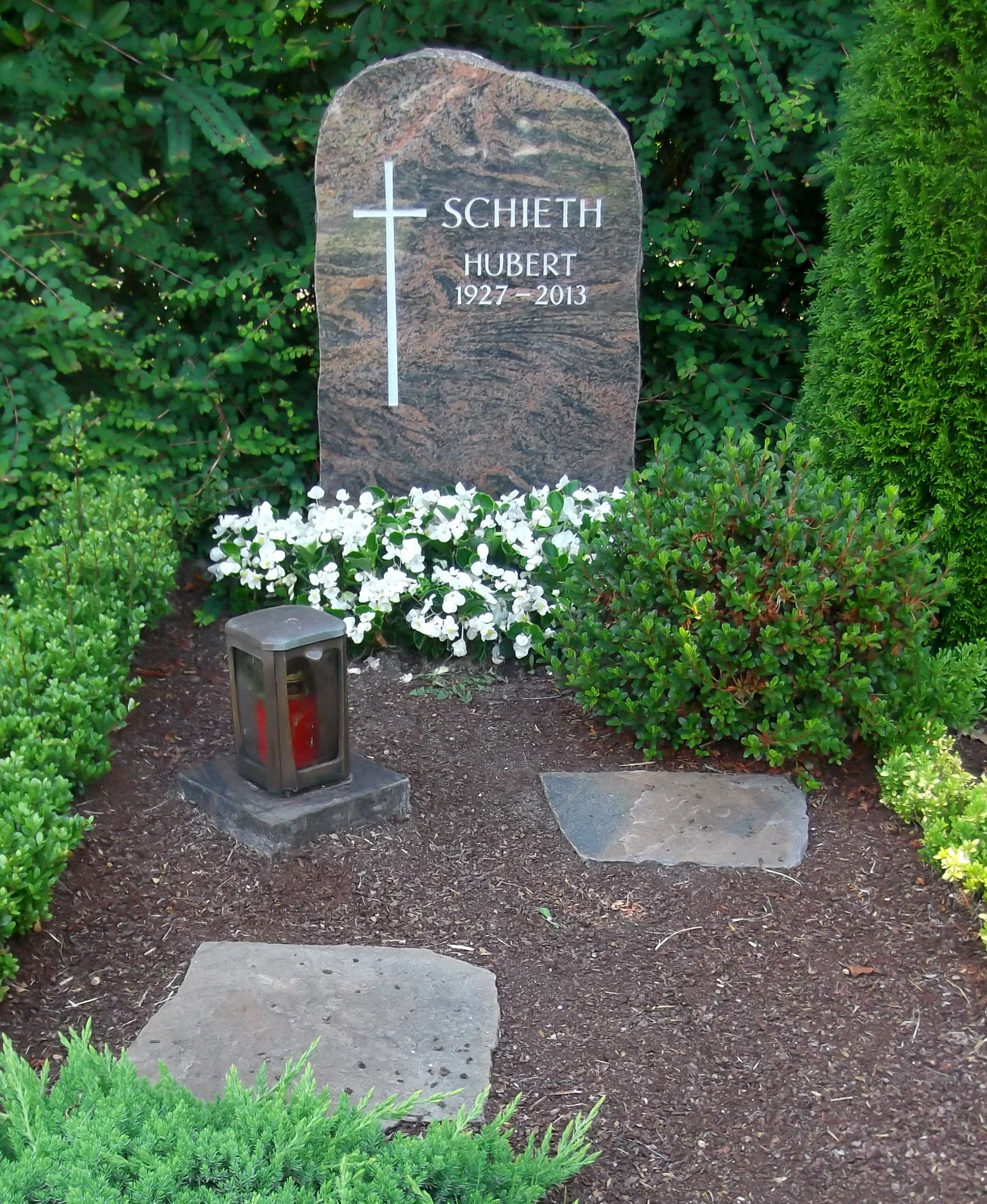
Grab Hubert Schieths auf dem katholischen Friedhof in Essen-Heisingen.

Hubert Schieth (* 26. Januar 1927 in Obersayn; † 19. Februar 2013 in Essen) war ein deutscher Fußballspieler und Fußballtrainer. Als Vertragsfußballer absolvierte er von 1948 bis 1960 in den damals erstklassigen Fußball-Oberligen Süd beziehungsweise West 230 Ligaspiele und erzielte dabei 88 Tore. Im Spieljahr 1952/53 gewann der Offensivspieler als Aktiver von Eintracht Frankfurt die Süddeutsche Meisterschaft und krönte seine Spielerlaufbahn 1959 bei ETB Schwarz-Weiß Essen mit dem Gewinn des DFB-Pokals. Nach dem Ende der Spielerkarriere war er als Trainer beim VfL Bochum, SG Wattenscheid 09 und SW Essen in der Fußball-Regionalliga West beziehungsweise 2. Fußball-Bundesliga tätig.

## Spieler

### Oberliga Süd, 1948 bis 1953
Mit 20 Jahren schloss sich der torgefährliche Innenstürmer Hubert Schieth, aus dem Westerwald-Örtchen Obersayn stammend, zur Saison 1947/48 dem Frankfurter Stadtteilverein Rödelheimer FC in der Landesliga Hessen an. Er feierte in seiner ersten Runde mit Rödelheim 1948 vor Hessen Kassel die Meisterschaft und nach der Aufstiegsrunde, zusammen mit dem BC Augsburg, den Aufstieg in die Fußball-Oberliga Süd. Zum 2:1-Startsieg in der Oberliga steuerte er am 11. September 1948 bei der TSG Ulm 1846 beide Treffer bei. Das Tor der Ulmer Spatzen hütete damals Toni Turek, der kommende Weltmeister von 1954 und „Fußball-Gott“. Die Runde beendete er als vierfacher Torschütze zum 4:1-Heimsieg am 15. Mai 1949 gegen den 1. FC Nürnberg. Insgesamt absolvierte der Mann aus dem Westerwald für Rödelheim 25 Ligaspiele und erzielte dabei an der Seite von Alfred Pfaff, Herbert Kesper und Kurt Krömmelbein elf Tore. Mit 17:43 Punkten stieg der Aufsteiger als Tabellenletzter aber umgehend wieder in das hessische Amateurlager ab. Schieth und seine Spielkameraden Pfaff, Kesper und Krömmelbein nahmen aber ein Angebot von Eintracht Frankfurt an, wechselten an den Riederwald und blieben somit in der Oberliga Süd.
Schieth zeigte sich bereits im Spiel gegen den FC Basel anlässlich des 50-jährigen Vereinsjubiläums der Eintracht von seiner besten Seite. Vor 30.000 Zuschauern erzielte der Ex-Rödelheimer im Stadion beim 4:1 über die Schweizer alle Tore und traf eine Woche später beim 3:0 gegen den österreichischen Staatsligisten FC Wien erneut zweimal. Er zeigte auch in der Oberliga seine Torgefährlichkeit und schoss sich mit 15 Treffern unter die besten Schützen in der Südliga. Aber die Mannschaft von Trainer Walter Hollstein und dem Spielausschussvorsitzenden Rudi Gramlich spielte eine enttäuschende Runde und konnte nur knapp den Abstieg verhindern. Mit zehn Punkten Rückstand zum Lokalrivalen FSV Frankfurt belegte die Eintracht mit 24:36 Zählern lediglich den 14. Rang, zwei Punkte vor Regensburg, das mit 22 Punkten den Abstieg hinnehmen musste.
Zur Runde 1950/51 übernahm Kurt Windmann bei den Adlerträgern die Trainingsleitung. Tatsächlich trat eine sportliche Verbesserung ein, die Eintracht landete am Rundenende auf dem achten Tabellenplatz und Schieth hatte in 31 Ligaspielen neun Tore erzielt. Zur guten Stimmung hatte auch die interessante Auslandsreise zu Weihnachten 1950 nach Spanien mit Spielen gegen Atlético Madrid (4:3-Sieg mit zwei Toren von Schieth) und den FC Sevilla (3:5-Niederlage) beigetragen. Nach Beendigung der Punkterunde erlebte der Mann aus dem Westerwald vom 2. Mai bis 3. Juni mit der Eintracht eine Amerikareise. Bei der vom Deutsch-Amerikanischen Fußball-Bund (DAFB) organisierten Reise wurden zwischen dem 6. und 30. Mai insgesamt acht Freundschaftsspiele bestritten, unvergessliche Eindrücke vom Leben in Amerika aufgenommen und dauerhafte internationale Kontakte geknüpft.
Der sportliche Formanstieg der Eintracht hielt auch in der Runde 1951/52 an, die Elf vom Riederwald erspielte sich mit elf Schieth-Toren hinter Meister VfB Stuttgart, dem Vizemeister 1. FC Nürnberg und dem Mainrivalen Kickers Offenbach den vierten Rang. Höhepunkt der Zeit von Schieth bei Eintracht Frankfurt wurde dann die vierte Saison, 1952/53, als mit einem Punkt Vorsprung vor dem Stuttgarter Titelverteidiger die Süddeutsche Meisterschaft errungen werden konnte. Mit 27:3 Punkten wurde dazu die Grundlage in den 15 Heimspielen gelegt, als neben drei Remis zwölf Heimsiege erspielt wurden. Entscheidenden Charakter hatte dabei am 29. Spieltag, den 18. April 1953, der 4:1-Heimsieg am 29. Spieltag gegen den Verfolger Karlsruher SC mit drei Toren von Schieth und die gleichzeitige 1:3-Niederlage vom VfB Stuttgart in Offenbach. Damit war das Meisterschaftsrennen entschieden. In der Endrunde um die deutsche Meisterschaft kam Schieth in vier Begegnungen gegen den 1. FC Köln, Holstein Kiel und den 1. FC Kaiserslautern zum Einsatz. Die „Walter-Elf“ vom Betzenberg konnte beide Spiele gegen die Hessen gewinnen und zog damit auch in das Finale am 21. Juni in Berlin gegen den Süd-Vizemeister VfB Stuttgart ein und holte sich die Meisterschaft gegen die „Schwaben“ mit einem 4:1-Erfolg. Nach 103 Oberligaspielen mit 45 Toren für die Eintracht schloss sich Schieth zur Runde 1953/54 dem West-Oberligisten Schwarz-Weiß Essen an und trat gleichzeitig einen Job im kaufmännischen Bereich bei der Ruhrkohle AG an.

### Oberliga West, 1953 bis 1960
Mit der Mannschaft vom Uhlenkrugstadion konnte Schieth in der West-Oberliga nicht an die Erfolge mit Eintracht Frankfurt in der Oberliga Süd anschließen. Der Verein stand zu dieser Zeit im Schatten des großen Lokalrivalen Rot-Weiss Essen, der 1955 sogar den deutschen Meistertitel in die Ruhrmetropole holte, und nach Schieths vierter Saison beim ETB, 1956/57, stiegen die Schwarz-Weißen mit 22:38 Punkten sogar in die 2. Liga West ab. Punktgleich, mit einem um drei Zehntel schlechteren Torverhältnis gegenüber dem SV Sodingen, führte der Weg der Mannschaft von Trainer Karl Winkler in die Zweitklassigkeit. Mit Trainernachfolger Willi Multhaup glückte im zweiten Jahr, 1958/59, als Vizemeister in der 2. Liga West die Rückkehr in die Oberliga. Am Starttag der Runde 1959/60, den 23. August 1959, beim 4:0-Heimsieg gegen RW Oberhausen, zeigt sich „Altmeister“ Schieth an der Seite des jungen Torjägers Manfred Rummel mit zwei Treffern von seiner besten Seite. Dem Ligastart waren die Spiele um den Westdeutschen Pokal vorangegangen. Das Finale im Westpokal fand am 8. August in Bochum gegen den amtierenden Oberligameister Westfalia Herne statt. Der Routinier führte auf Halbrechts zusammen mit dem linken Verbinder Hans Küppers ETB zu einem unerwarteten 3:2-Sieg. In der 72. Minute verwandelte er einen Foulelfmeter gegen Nationaltorhüter Hans Tilkowski zum Siegtreffer. Acht Tage später, am 16. August, setzte er sich mit Schwarz-Weiß mit einem 6:3-Erfolg in der Qualifikationsrunde im DFB-Pokal bei Hertha BSC durch. Am 14. Spieltag in der Oberliga West landete ETB am 6. Dezember 1959 einen 3:1-Auswärtssieg beim FC Schalke 04 und stand mit 15:13 Punkten auf dem sechsten Tabellenrang. Der reguläre 15. Spieltag am 13. Dezember wurde vom DFB für SWE als Nachholspieltag auf den 20. Dezember verlegt, da die Essener am 12. Dezember das Halbfinalspiel beim Nordmeister Hamburger SV auszutragen hatten. Zwei Tore von Mittelstürmer Rummel brachten in Hamburg die Entscheidung (2:1 nach Verlängerung) und ETB in das Finale. Im Hoch des Hamburger Erfolgs überrannten die Schützlinge von Trainer Hans Wendlandt am 20. Dezember den Tabellenzweiten aus Herne vor 20.000 Zuschauern im Uhlenkrug mit 5:0 Toren und fuhren deshalb in Hochstimmung nach Kassel, wo am 27. Dezember 1959 das DFB-Pokalfinale gegen Borussia Neunkirchen stattfand. Mit der Angriffsbesetzung Horst Trimhold, Schieth, Manfred Rummel, Hans Küppers und Theo Klöckner wurde gegen die Mannschaft aus dem Saarland mit einem überlegenen 5:2-Erfolg der Pokal nach Essen geholt. Es war für Schieth, einen Monat vor dem 33. Geburtstag, sein größter Erfolg in seiner Spielerkarriere. In der Rückrunde erlebte er aber in der Oberliga einen denkwürdigen Absturz: aus 15 Spielen brachte es Schwarz-Weiß Essen nur noch auf 8:22 Zähler und damit stieg der DFB-Pokalsieger 1959 als Schlusslicht 1960 in die 2. Liga ab. Schieth hatte von 1953 bis 1960 für ETB 102 Spiele in der Oberliga absolviert und dabei 32 Tore erzielt.
Der Senior wirkte in der Spielzeit 1960/61 noch aktiv beim Meisterschaftsgewinn in der 2. Liga West vor Fortuna Düsseldorf und Bayer Leverkusen mit, beendete aber nach der Oberligarückkehr im Sommer 1961 seine Spielerkarriere.

## Trainer
Seine Trainerkarriere eröffnete Schieth beim SSV Hagen, ehe er ab der Saison 1963/64 den VfL Bochum in der Amateurliga Westfalen übernahm. Mit elf Punkten Vorsprung vor dem Lüner SV führte er im zweiten Jahr, 1964/65, den VfL zur Meisterschaft. Das dritte Entscheidungsspiel gegen die SpVgg Erkenschwick endete nach Verlängerung 1:1-Remis und der folgende Münzwurf brachte Bochum in die Fußball-Regionalliga West. Schieth führte die Mannschaft von Präsident Ottokar Wüst im Debütjahr auf den 12. Rang und verbesserte sich in der Saison 1966/67 auf den vierten Rang. Danach übergab er die Trainingsleitung bei den Jungs von der Castroper Straße an den Ex-Schalker Hermann Eppenhoff.
Für ihn folgten Trainerjahre bei der SG Wattenscheid 09, wo ihm in der Saison 1968/69 ebenfalls der Aufstieg in die Regionalliga glückte. Nach zwei Runden als Trainer in der Regionalliga rückte er 1971/72 auf den Managerposten bei der SG 09. Im Januar 1975 übernahm er bei seinem alten Verein Schwarz-Weiß Essen in der 2. Fußball-Bundesliga, Gruppe Nord, den Trainerposten. Bis zum Ende der Runde 1976/77 übte er das Traineramt am Uhlenkrug aus, dann holte ihn wieder Klaus Steilmann als Trainer nach Wattenscheid. Von 1977 bis Februar 1981 war er nochmals in der 2. Bundesliga als Trainer tätig. Vom März 1981 bis Juni 1983 schloss sich dann seine Funktion als Manager beim VfL Bochum an.
In Bochum machte er sich einen Namen als der „Mann mit dem Riecher“ und hatte dabei vor allem das Feld der Talentsichtung beackert. Hatte er bei Wattenscheid mit Wolfgang Patzke einen Volltreffer gelandet, waren es beim VfL mit Ralf Zumdick, Ivan Žugčić, Michael Kühn und Detlef Krella Spieler, die für wenig Geld (oder gratis) nach Bochum gekommen waren.